# Uprząż erotyczna

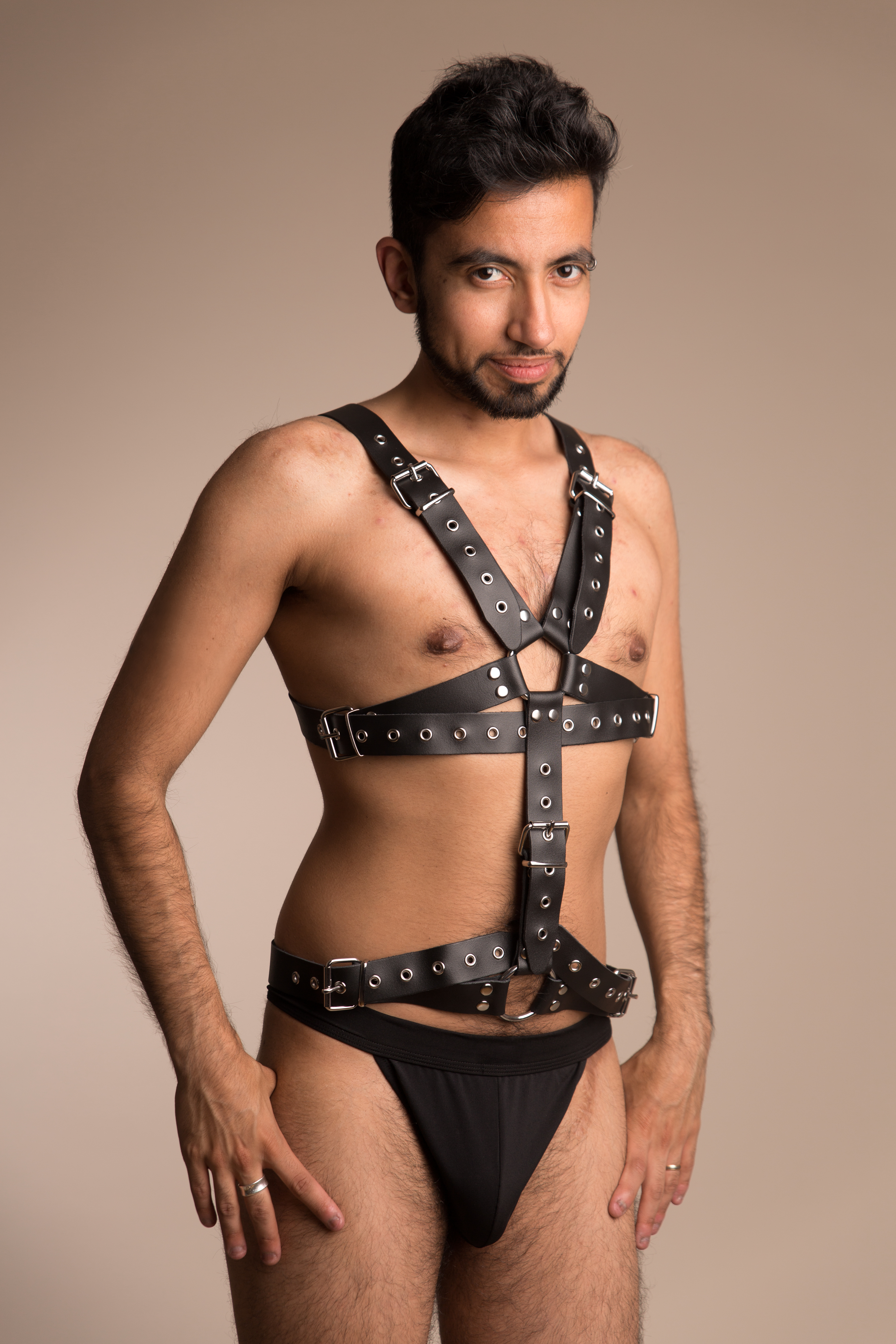
Skórzana uprząż erotyczna

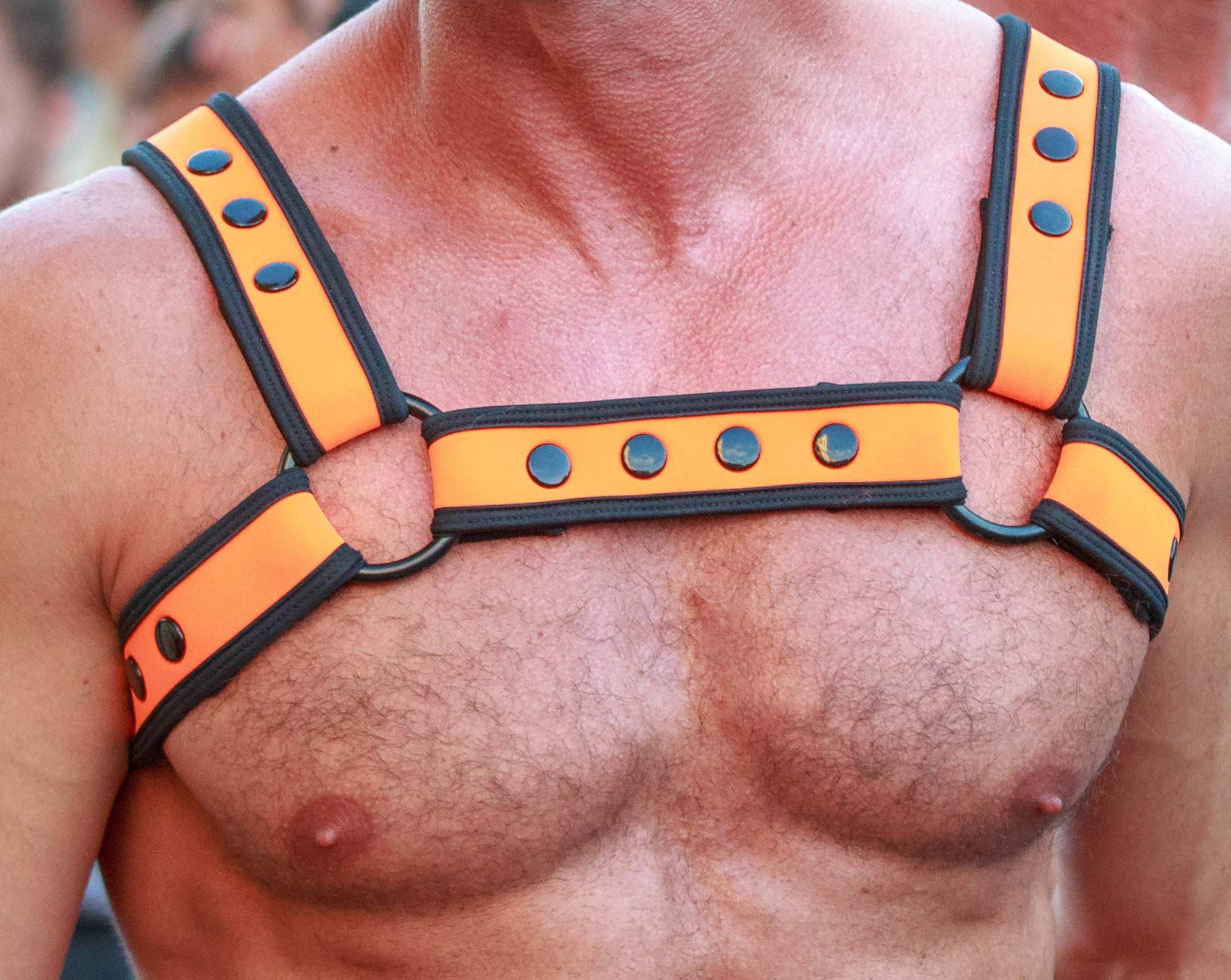
Materiałowa uprząż erotyczna

Uprząż erotyczna (ang. bondage harness) – akcesorium erotyczne, wykorzystywane w bondage lub jako element odzieży.

## Zastosowanie

### Bondage
Pierwotnym przeznaczeniem uprzęży erotycznych był bondage. Uprzęże są używane w BDSM do krępowania ciała i podwieszania osoby uległej. Istnieją uprzęże powstałe w wyniku wiązania na ciele lin, a także skórzane.

### Element odzieży
Uprząż erotyczna jest popularnym wśród gejów akcesorium zakładanym jako element odzieży już od lat siedemdziesiątych, między innymi za sprawą rysunków Touko Valio Laaksonena. Współcześnie uprząż w najpopularniejszym kształcie stanowi element modowy, który niekoniecznie jest jednoznacznie kojarzony z pierwotną, erotyczną funkcją. Była ona częścią stylizacji gwiazd, takich jak Michael B. Jordan, Timothée Chalamet, Adam Rippon czy Chadwick Boseman. Do kształtu uprzęży nawiązują m.in. ubrania i akcesoria takich domów mody, jak Louis Vuitton, Alexander McQueen i Gucci.

## Symbol
Plakat autorstwa fundacji Stop Seksualizacji Naszych Dzieci z 2018 roku przedstawiał mężczyznę ubranego w skórzaną uprząż, obok którego stała grupa smutnych dzieci oraz mężczyzna w sukience. Uprząż erotyczna w tym kontekście nawiązuje do zagrożenia, jakie niesie rzekomy permisywizm seksualny, z którym fundacja kojarzy postawę pro-LGBT+.